# Iglesia de la Asunción de Nuestra Señora (Pobes)
La iglesia de la Asunción de Nuestra Señora es un edificio situado en el concejo español de Pobes, en la provincia de Álava.

## Descripción
El edificio se encuentra en el concejo español de Pobes, del municipio de Ribera Alta, perteneciente a la provincia de Álava, en la comunidad autónoma del País Vasco. Se menciona como iglesia parroquial del lugar en el decimotercer volumen del Diccionario geográfico-estadístico-histórico de España y sus posesiones de Ultramar de Pascual Madoz, donde aparece descrita con las siguientes palabras: «igl. parr. (la Asuncion de Ntra. Sra) servida por 2 beneficiados, uno de entera y otro de cuarta racion». En el tomo de la Geografía general del País Vasco-Navarro dedicado a Álava y escrito por Vicente Vera y López, se dice lo siguiente: «Su parroquia, dedicada á la Asunción de Nuestra Señora, es de categoría rural de primera clase y pertenece al arciprestazgo de La Ribera».